# Meizu M5 Note
Meizu M5 Note — смартфон середнього класу, розроблений Meizu, що входить до серії «M». Був представлений 6 грудня 2016 року.

## Дизайн
Екран виконаний зі скла. Корпус виконаний з алюмінію.
Знизу розташовані роз'єм microUSB, динамік, мікрофон та 3.5 мм аудіороз'єм. Зверху розташований другий мікрофон. З лівого боку смартфона знаходиться гібридний слот під 2 SIM-картки, або 1 SIM-картку і карту пам'яті формату ,icroSD до 128 ГБ. З правого боку розміщені кнопки регулювання гучності та кнопка блокування смартфона. Сканер відбитку пальця вбудований в навігаційну кнопку mTouch.
В Україні Meizu M5 Note продавався в 4 кольорах: сірому, сріблястому, золотому та блакитному.

## Технічні характеристики

### Платформа
Смартфон отримав процесор MediaTek Helio P10 та графічний процесор Mali-T860MP2.

### Батарея
Батарея отримала об'єм 4000 мА·год та підтримку швидкої зарядки mCharge на 24 Вт.

### Камера
Смартфон отримав основну камеру 13 Мп, f/2.2 (ширококутний) з фазовим автофокусом та здатністю запису відео в роздільній здатності 1080p@30fps. Фронтальна камера отримала роздільність 5 Мп (ширококутний), світлосилу f/2.0 та здатність запису відео у роздільній здатності 720p@30fps.

### Екран
Екран LTPS IPS LCD, 5.5", 1920 × 1080 (FullHD) зі співвідношенням сторін 16:9 та щільністю пікселів 403 ppi.

### Пам'ять
Смартфон продавався в комплектації 4/16, 3/32 та 4/64 ГБ.

### Програмне забезпечення
Смартфон був випущений на Flyme 5 на базі Android 6.0 Marshmallow. Глобальна версія була оновлена до Flyme 7.1, а китайська — до Flyme 8.0; обидві базуються на Android 7.0 Nougat.

## Рецензії
Оглядач з інформаційного порталу ITC.ua поставив Meizu M5 Note 4 бали з 5. До мінусів він відніс погану якість фотографій на основній камері. До плюсів оглядач відніс дизайн і матеріали корпусу, дисплей, продуктивність, сканер відбитка пальців та кнопку mTouch і 3 ГБ ОЗП в мінімальній версії. У висновку він сказав, що смартфон є тим самим M3 Note тільки зі зміненим дизайном.
Оглядач з Pingvin.Pro відніс до плюсів смартфона його якість фотографій основної камери за свою ціну, дизайн, та дисплей. До мінусів він відніс якість збірки та програмне забезпечення, що «…перекреслює всі плюси Flyme, та вщент знищує позитивні враження від користування самим смартфоном.»